# Kaggaliborekaval, Krishnarajanagara
Kaggaliborekaval là một làng thuộc tehsil Krishnarajanagara, huyện Mysore, bang Karnataka, Ấn Độ.